# Mellinghausen
Mellinghausen is een gemeente in de Duitse deelstaat Nedersaksen. De gemeente maakt deel uit van de Samtgemeinde Siedenburg in het Landkreis Diepholz. Mellinghausen telt 1.037 inwoners.
De gemeente bestaat uit de kleine boerendorpen Mellinghausen, Brake en Ohlendorf, en het gehucht Schweghaus.

Mellinghausen ligt ten noorden van de Bundesstraße 214, die van Diepholz  en Sulingen in het westen naar Nienburg/Weser in het oosten loopt. Het dorp ligt circa 3 km ten noordwesten van de hoofdplaats Siedenburg. 

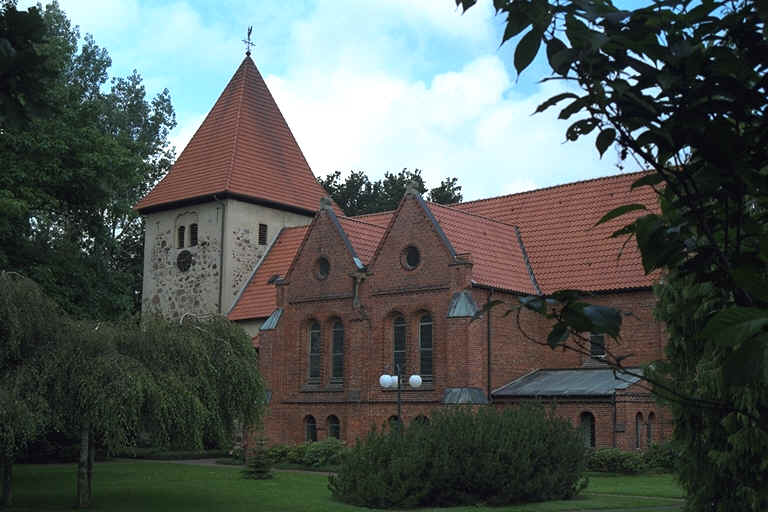
Evang.-lutherse Johannes-de-Doperkerk, Mellinghausen

- Virtual International Authority File: 13146332840518730229